# Adrianus Straathof
Adrianus Gerardus Maria Straathof (* 24. Februar 1955 in Utrecht) ist ein niederländischer Großagrarier, der besonders im Osten Deutschlands mehrere Schweinezuchtanlagen, darunter die bundesweit größte Ferkelzuchtanlage, betrieb.

## Berufsleben
1996 kaufte Straathof eine ehemalige Hühnerzuchtanlage in der niederländischen Provinz Gelderland und baute dort – zunächst ohne amtliche Genehmigung – eine letztendlich zweistöckige Schweinezuchtanlage auf. Es gab anfangs regelmäßig Probleme mit den Behörden. Bei einem Großbrand 2017 starben dort 20.000 Tiere. Nachdem Straathof in den 1990er Jahren einen Schweinezuchtbetrieb in Gladau in Sachsen-Anhalt erworben hatte, gründete er 2004 die Straathof Holding GmbH mit Sitz in Gladau als Dachorganisation seiner verschiedenen Betriebe in Deutschland. Er baute in kurzer Zeit eine Firma auf mit vielen Schweinezuchtanlagen, nach eigenen Angaben auch in Ungarn mit 2013 insgesamt etwa 65.000 Sauen.

## Verurteilung wegen Tierquälerei
Bereits 2009 bemängelten Veterinärämter in Sachsen-Anhalt mangelnde Behandlung verletzter Tiere. Ab 2013 erschienen regelmäßig negative Berichte über Straathofs Betriebsführung in den Medien und erstatteten Behörden erstmals Strafanzeige. Nach mehreren Verfahren wurde Straathof 2019 zu einer achtmonatigen Bewährungsstrafe verurteilt und ein Berufsverbot verhängt.